# الحراش
الحراش (به عربی: الحراش) یک شهرک و منطقه مسکونی در الجزایر است که در ناحیه الحراش واقع شده‌است. الحراش ۴۸٬۸۶۹ نفر جمعیت دارد.
الحراش از مناطق حومه‌ای شهر الجزیره محسوب میشود.